# Challenger de Iquique
El torneo Challenger de Iquique fue un torneo de serie Challenger de la ATP que se disputó en la ciudad de Iquique de Chile en el año 2009 sobre una superficie de polvo de ladrillo. Reemplazó al Challenger de La Serena el cual se realizó durante los años 2007 y 2008.
El primer jugador campeón fue el argentino Máximo González.

## Resultados

### Individuales
| Año  | Campeones       | Finalistas           | Resultado |
| ---- | --------------- | -------------------- | --------- |
| 2009 | Máximo González | Guillermo Hormazábal | 6-4 6-4   |

### Dobles
| Año  | Campeones                         | Finalistas                    | Resultado |
| ---- | --------------------------------- | ----------------------------- | --------- |
| 2009 | Johan Brunstrom Jean-Julien Rojer | Pablo Cuevas Horacio Zeballos | 6-3 6-4   |

- Datos: Q3665808